# Septembre 1917 (guerre mondiale)
Août 1917 - septembre 1917 - Octobre 1917
- 1er septembre :
  - Conférence de Vienne : rencontre diplomatique germano-austro-hongroise, réaffirmant les buts de guerre de la Quadruplice.

- 2 septembre : 
  - Fondation à Königsberg par l’amiral Alfred von Tirpitz du parti allemand de la patrie : ce parti joue en 1918 un rôle important dans la politique des buts de guerre du Reich.

- 3 septembre : 
  - Prise de Riga par la VIIIe armée allemande.

- 11 septembre : 
  - dernière mission de l'as français Georges Guynemer qui disparait à 22 ans lors d'une mission en Belgique.
  - Conseil de la couronne allemande de Beriln : le Reich répond officiellement à la note de Benoît XV appelant les belligérants à mettre un terme au conflit.

- 19 septembre :
  - les derniers mutins russes de La Courtine se rendent.

- 20 septembre : 
  - Deuxième bataille des Flandres : les troupes de Haig s’emparent du bois d’Inverness et lancent l’offensive entre Ypres et Menin.

- 23 septembre : 
  - Nikolaï Doukhonine est nommé chef d'état-major de l'armée russe par Alexandre Kerenski.

- 30 septembre : 
  - À l'occasion d'un diner de gala organisé à Budapest par Sandor Wekerle, premier ministre hongrois, Ottokar Czernin prend publiquement position faveur d'une paix « sans annexions ni indemnités ».